# Lamelliconus
Lamelliconus es un género de foraminífero bentónico de la subfamilia Triadodiscinae, de la familia Involutinidae, del suborden Involutinina y del orden Involutinida. Su especie tipo es Trocholina (Trocholina) biconvexa. Su rango cronoestratigráfico abarca desde el Ladiniense (Triásico medio) hasta el Carniense (Triásico superior).

## Clasificación
Lamelliconus incluye a las siguientes especies:
- Lamelliconus artiskomorphos
- Lamelliconus biconvexus
- Lamelliconus cucullatus
- Lamelliconus depressus
- Lamelliconus ovulus
- Lamelliconus procerus
  - Lamelliconus procerus multispiroides